# Antoine Étex

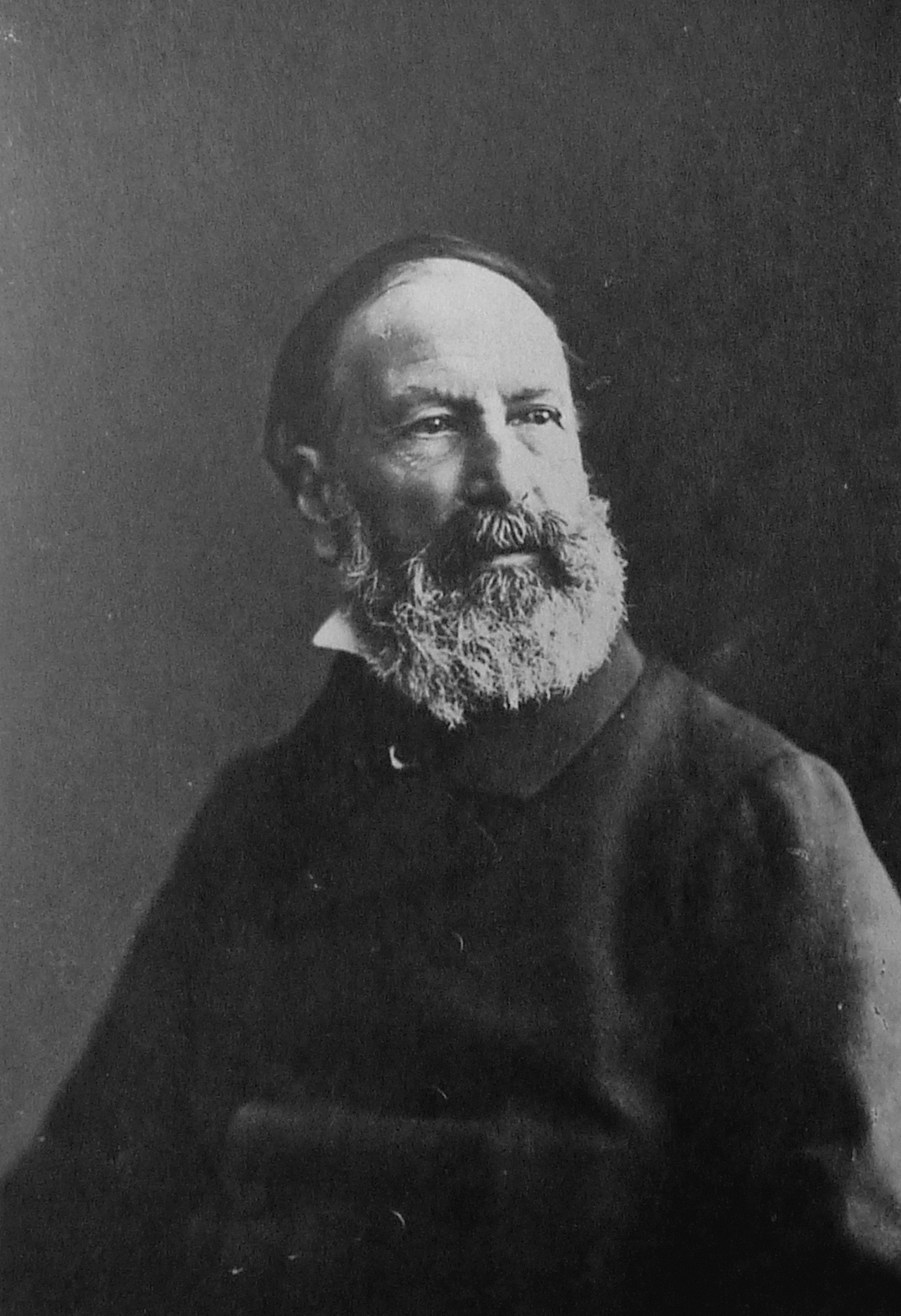
Porträt von Antoine Étex (Photographie von Nadar)

Antoine Étex (* 20. März 1808 in Paris; † 14. Juli 1888 in Chaville, Hauts-de-Seine) war ein französischer Bildhauer, Maler, Architekt und Schriftsteller.

## Leben
Étex war Schüler von Louis Dupaty, James Pradier, Jean-Auguste-Dominique Ingres und Félix Duban. Im Jahr 1829 erhielt er für seinen „Sterbenden Hyacinth“ den zweiten Preis und ein zweijähriges Reisestipendium nach Italien.
Er bereiste Italien, Algerien, Korsika, Spanien, Deutschland und England. Die kolossale Gruppe Caïn et sa race maudits de Dieu (Salon 1833) fand solchen Beifall, dass der Minister Adolphe Thiers ihm die Ausführung zweier Hochreliefs für den Arc de Triomphe übertrug: den „Widerstand des französischen Volkes gegen die Alliierten 1814“ und den „Frieden von 1815“.
Im Salon 1841 trug ihm sein Grabmal Géricaults das Kreuz der Ehrenlegion ein. Seine Hauptwerke sind: „Hero und Leander“; „Blanka von Kastilien“; „Karl der Große“; „Der heilige Augustin“; „Die Schiffbrüchigen“, Marmorgruppe (1867); „Der heilige Benedikt, sich auf Dornen wälzend“; „Herkules“; Denkmal von Ingres für Montauban.
Außerdem lieferte er noch zahlreiche Porträtmedaillons und Büsten. Als Maler kultivierte er das Porträt und das Historienbild in Öl, als Aquarell und Pastell. Als Architekt führte er mehrere Grabmonumente aus.

## Werke
- Essai sur le beau (Paris 1851)
- Cours élémentaires de dessin (3. Auflage 1859)
- J. Pradler, étude sur sa vie, etc. (1859)
- Ary Scheffer (1859)
- Beaux-Arts. Dix leçons sur le dessin appliqué aux arts

## Galerie

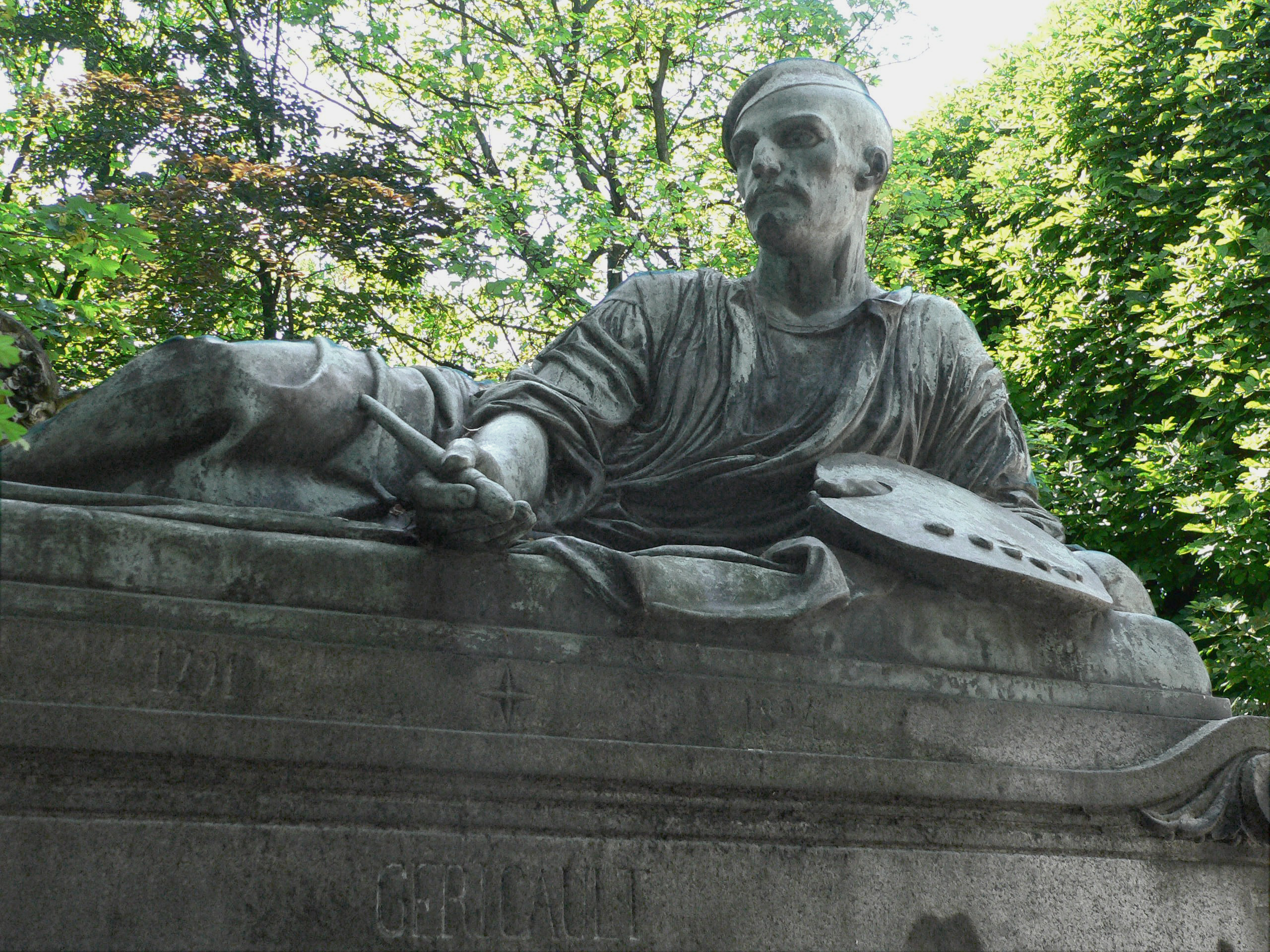
Grab von Théodore Géricault
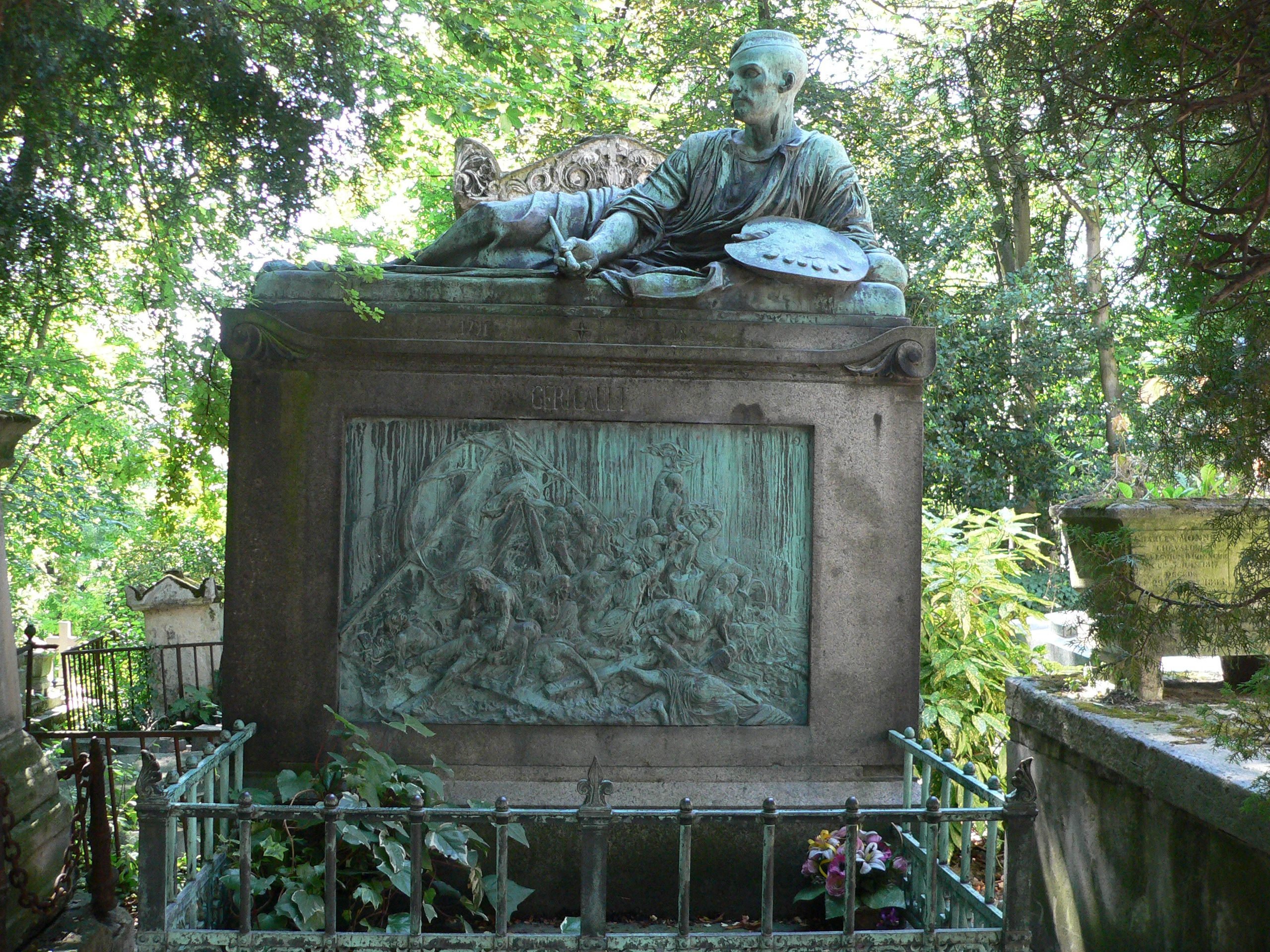
Géricaults Grab
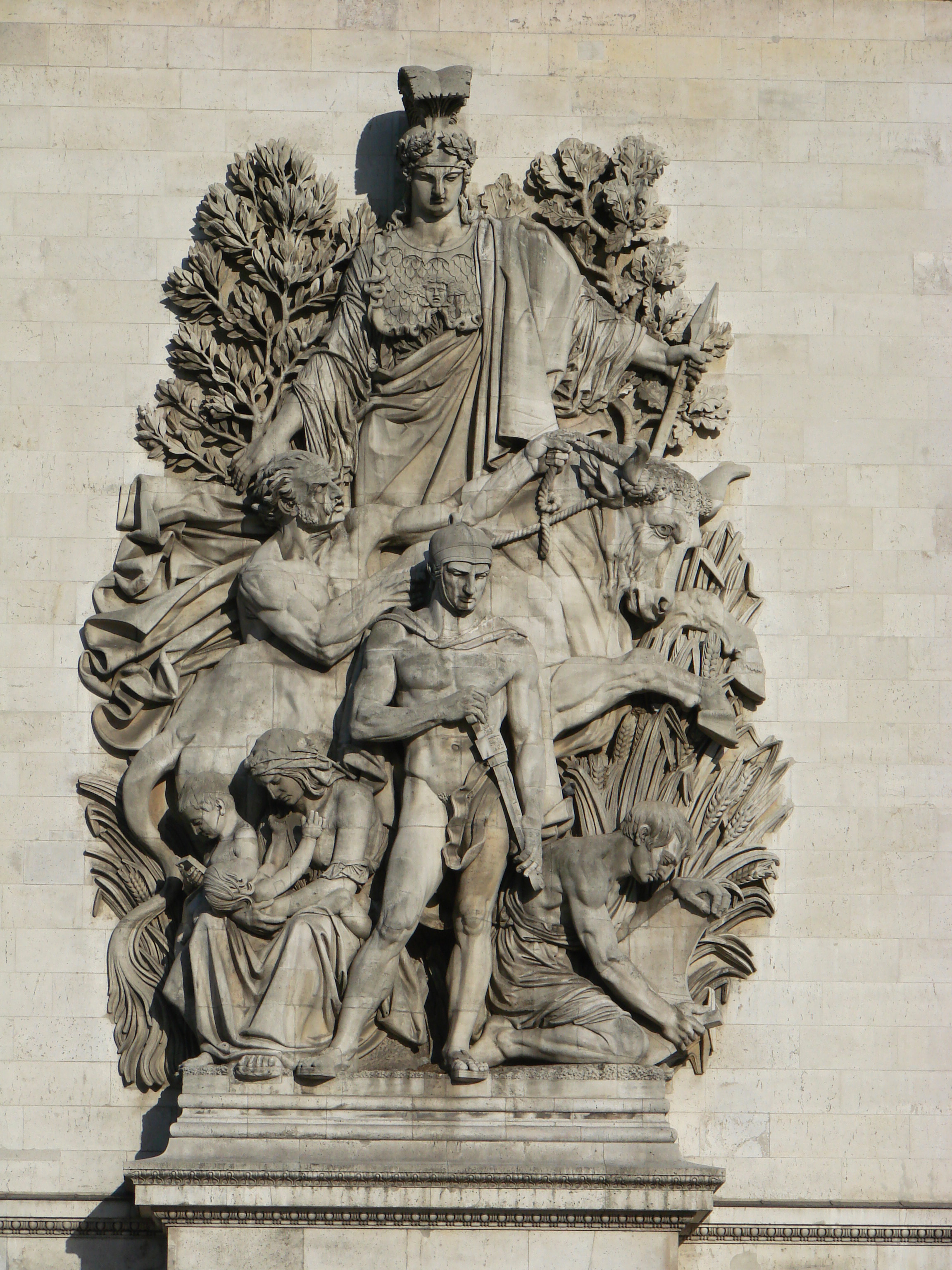
Der Frieden, Westfassade des Arc de Triomphe
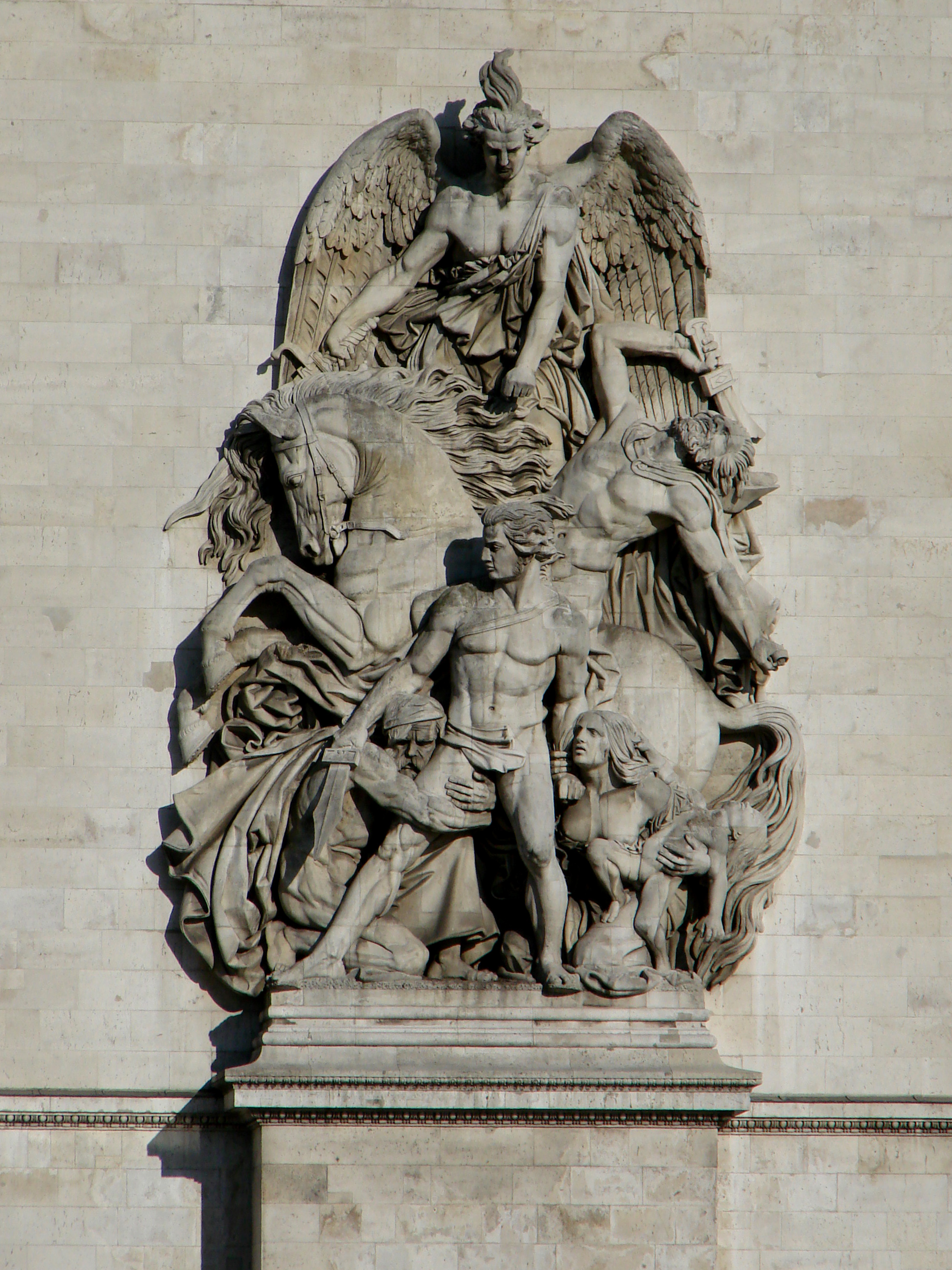
Der Widerstand, Westfassade des Arc de Triomphe